# Dreux IV. de Mello
Dreux IV. von Mello (* 1138; † 3. März 1218) war Herr von Saint-Bris und Baulche, später Herr von Mello, Kastellan von Loches und Châtillon-sur-Indre, sowie Connétable von Frankreich.
Dem Haus Mello entstammend, war er der Sohn von Dreux III. de Mello und dessen Gattin Basilie von Beauvais, seine Großmutter mütterlicherseits war eine Tante des Connétables von Frankreich, Graf Rudolf I. von Clermont. Der Connétable namens Dreux, der bis 1106 im Amt war, war vermutlich sein Vorfahr. Sein älterer Bruder Guillaume I. de Mello (* 1134; † 1191) hatte die väterliche Herrschaft Mello geerbt. Dreux hatte die Herrschaften Saint-Bris und Baulche erhalten. Beide waren sie Vasallen des Grafen von Beaumont. 
Zusammen mit Guillaume II. des Barres verteidigte Dreux im August 1189 Châteauroux gegen Richard Löwenherz. Mit seinem Bruder Guillaume nahm er im Gefolge des Königs Philipp II. August am dritten Kreuzzug teil. Nach der Eroberung von Akkon wurde ihm die Bewachung der dem französischen König zugesprochenen Gefangenen überantwortet. Im weiteren Verlauf des Kreuzzuges starb Guillaume, womit Dreux die Herrschaft Mello erbte. Er blieb im heiligen Land zurück, als König Philipp II. nach Frankreich zurückreiste, und kämpfte 1191 mit in der Schlacht von Arsuf.
Zurück in Frankreich wurde Dreux von König Philipp II. zum königlichen Connétable ernannt. Als solcher nahm er 1194 die Friedensgespräche mit Richard Löwenherz auf, nachdem dieser im Gefecht von Fréteval über den französischen König gesiegt hatte. In diesem Amt eroberte für die Krone Loches und Châtillon-sur-Indre, wo er 1204 Kastellan wurde.